# Yongyut Sangkagowit
Yongyut Sangkagowit (Bangkok, 4 ottobre 1941) è un ex calciatore thailandese di ruolo difensore.

## Carriera
Con la Nazionale thailandese ha partecipato alle Olimpiadi del 1968.